# Bataille du Sig
Conquête de l'Algérie par la France
La bataille du Sig a lieu le 26 juin 1835, dans la forêt de Moulay-Ismaël, près de l'Oued Sig, et oppose les forces françaises, commandées par le général Trézel, aux résistants algériens menés par l'émir Abdelkader,.

## Déroulement
Les forces françaises déplorent 52 soldats tués, et 189 blessés. 

### Suites
En raison des pertes subies, Camille Alphonse Trézel bat en retraite vers Arzew.
Le 28, les Algériens tendent une embuscade dans le marais de la Macta, formé par le confluent de deux cours d'eau : le Sig et l'Habra, entre la rivière et la forêt. Les lourds chariots du convoi sont éventrés et les blessés égorgés, tandis que les troupes d'escorte sont anéanties. Une nouvelle intervention des légionnaires est décisive : la colonne est dégagée et la voie libre vers Arzew, mais l'armée française éprouve de lourdes pertes; 262 morts, et 300 blessés.